# Lousse à fleur
Pour les articles homonymes, voir Lousse.
Ne doit pas être confondu avec Lousse à ponter.

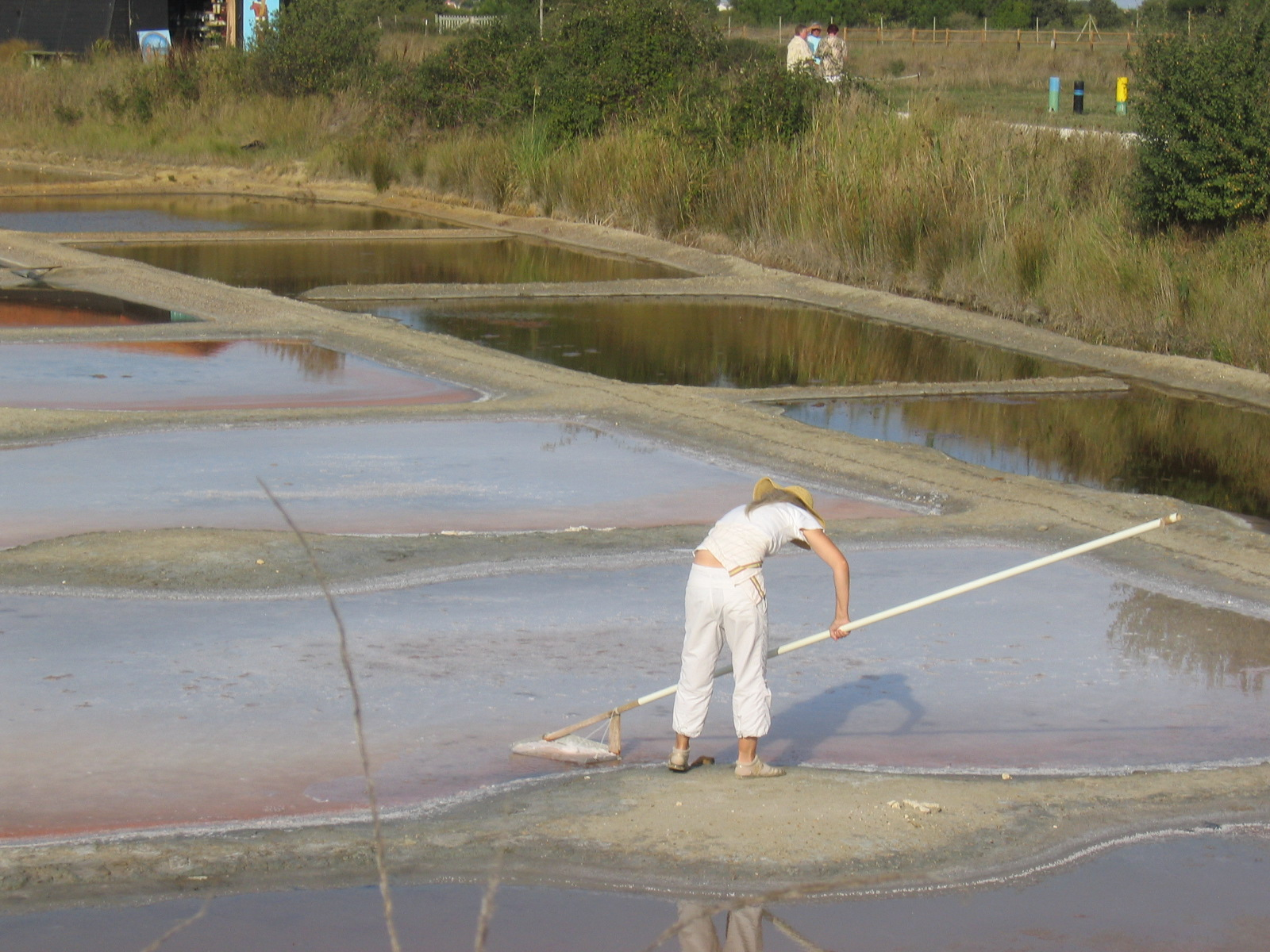

Une lousse à fleur est un outil qui sert à la récolte de la fleur de sel dans les marais salants du centre-ouest de la France. Elle est faite de différents matériaux : bois de châtaignier, résine ou aluminium.

## Description
Dans sa version traditionnelle, la lousse à fleur est un outil composé d’un manche en bois mesurant entre 2,50 m et 3 m et d’une planchette rectangulaire de 50 cm sur 25 cm. Des versions plus modernes, faites en inox et en plastique, sont également trouvables. La planchette est parfois trouée pour permettre à l’eau de s’évacuer. 

## Utilisation
La lousse à fleur est utilisée pour récolter la fleur de sel, qui forme une pellicule à la surface de l’eau.

## Histoire
Avant d’être utilisée pour la récolte de la fleur de sel, c’est le souvron qui était utilisé.